# Карл Бурбонський (архієпископ Руана)
Карл Бурбонський (фр. Charles Ier de Bourbon; 22 вересня 1523 — 9 травня 1590) — політичний та церковний діяч Французького королівства, принц крові. Оголошений королем як Карл X, проте не зміг коронуватися й фактично жодного дня не володарював.

## Життєпис

### Початок кар'єри
Походив з роду Бурбон, його молодшої гілки Вандом. П'ятий син герцога Карла IV де Бурбон-Вандома і Франсуази Алансонської, герцогині Бомон. Народився 1523 року в Ла-Ферте-су-Жуарр. З дитинства призначений для церковної служби. Спочатку стає кліриком у соборі міста Мо (Іль-де Франс).
1540 року стає єпископом Неверу. 1544 року також стає єпископом Сенте. 1546 року йде з посади єпископа Неверського. 1548 року папа римський Павло III надав Карлу де Бурбону чин кардинала. 1549 року стає кардиналом-священником Сан-Сісто. Того ж року брав участь у конклаві, який 1550 року обрав новим папою римським Юлія III.

### Архієпископ і кардинал
1550 року призначено адміністратором єпископства Каркассон. Того ж року отримує посаду архієпископа Руанського та єпископа Нанту. Водночас стає почесним абатом монастиря Сен-Уен (отримував лише прибутки цього монастиря, керували ним інші). 1551 року призначено королівським генерал-лейтенантом Парижу та провінції Іль-де-Франс. 1553 року пішов з посади адміністратора Каркассонського єпископства. 1555 року бере участь в новому конклаві, що обрав черговим папою римським Марцела II, а потім Павла IV. 1556 року стає патроном абатства Нотр-Дам дю Тронче. 1559 року пропустив новий конклав з обрання папи римського. Причиною цього була загибель короля Генріха II й початок релігійних війн.
1560 року був учасником Генеральних Штатів, що проходили в Орлеані. Намагався повернути своїх братів до католицтву. 1560 року звернувся до короля Франциска II щодо помилування брата Людовика I Бурбон-Конде. 1561 року отримує звання кардинала Сан-Крисогоно. Того ж року бере участь у колоквіумі в Пуасі, де королівський двір намагався розв'язати релігійні протиріччя між католиками і кальвіністами (гугенотами). 1565 року супроводжував короля Карла IX в поїздці до Баойнни. Невдовзі призначено папським легатом (губернатором) в Авійньоні. У 1565—1567 роках вдруге був адміністратором єпископства Каркассонського. 1569 року призначено адміністратором єпископства Бове.
Після тривалої перерви вперше 1572 року бере участь у конклаві, де було обрано папою римським Григорія XIII. Того ж року провів вінчання Генріха Наваррського і Маргарити де Валуа. 1573 року захистив привілеї університету Сорбонна в Парижі. 1578 року стає першим командором Ордену Святого Духа.
1580 року головував на генеральній асамблеї духівництва, що проходила в Мелуні. 1581 року головував на соборі в Руані, де намагався застосувати більш суворі заходи проти гугенотів. 1584 року після смерті Франуса де Алансона частиною католиків став розглядатися як претендент на трон Франції, оскільки вони не бажали, щоб його посів гугенот Генріх Наваррський. 1585 року Карл Бурбонський бере участь в черговому конклаві, де було обрано Сикста V.

### Претендент
1588 року під час Генеральних Штатів у Блуа після вбивства Генріха де Гіза та його брата-кардинала, Карла Бурбонського було арештовано, відправлено до Туру, а потім — до замку Фонтене-ле-Конт.
1589 року після вбивства короля Генріха III, Карл де Гіз, герцог Майєнн як лідер Католицької ліги оголосив архієпископа-кардинала Карла Бурбонського королем Франції під ім'ям Карл X. 1590 року це рішення підтвердив Паризький парламент. Натомість сам Бурбон надсилає листа своєму небожеві Генріху Наваррському, в якому визнає того королем. Помер Карл Бурбонський того ж 1590 року.